# 누구를 위하여 종은 울리나
《누구를 위하여 종은 울리나》(For Whom the Bell Tolls, 문화어: 《누구를 위해 종이 울리는가》)는 어니스트 헤밍웨이의 장편 소설이다. 스페인 내전을 무대로 로버트 조던과 마리아의 사랑을 그린다. 제목은 17세기 영국 성공회 성직자인 존 던 신부가 쓴 시의 구절을 인용하였다. 1939년 3월 이 작품을 쓰기 시작하여, 다음 해 1940년에 발표하였다. 1943년에 게리 쿠퍼와 잉그리드 버그만이 출연한 동명의 영화로도 제작되었다.

## 줄거리
미국에서 자원한 반파시스트 군으로 스페인 내전에 참가한 로버트 조던은 작전상 중요한 교량을 폭파하는 임무를 짊어지고 파블로가 이끄는 게릴라 부대에 협조를 요청한다. 그리고 마리아의 부모는 게릴라 부대에 숨어있다가 살해되고 로버트는 마리아를 만나 사랑에 빠지게 된다. 이후, 그는 작전을 수행 중에 적의 계획이 바뀌어 자신의 임무인 교량 폭파가 무의미해진 것을 알았다. 그러나 연락이 되지 않아 작전을 중단하지 않았고, 쓸모없는 줄 알면서도 다리를 폭파한다. 이 과정에서 중상을 입고 동료와도 헤어지면서 자신은 죽음에 이르게 된다.

## 존 던의 시
나 자신이 이 인류의 한 부분이니, 
친구의 죽음은 곧 나의 한 부분이 떨어져 나가는 것이라.
그러니 누구를 위하여 종이 울리는지 알아보려 하지 마라.
그것은 곧 너 자신을 위하여 울리는 것이므로.

## 등장인물
- 로버트 조던
- 마리아

## 각색
해당 소설은 여러 작품에 영향을 주었으며, 그 중에서 1943년 개봉한 샘 우드 감독의 동명의 영화가 유명하다. 게리 쿠퍼, 잉그리드 버그먼 주연의 이 영화는 제16회 아카데미 시상식에서 9개 부문 후보에 올랐으며, 여우주연상을 수상하였다.

## 같이 보기
- 르 몽드가 선정한 세기의 도서 100권